# Bresse bourguignonne
Pour les articles homonymes, voir Bresse (homonymie).
L'expression Bresse bourguignonne désigne la partie de la Bresse qui s'étend en Saône-et-Loire. C'est, avec la Bresse jurassienne et la Bresse savoyarde l'une des trois parties de la plaine. 
À cette partie de la Bresse correspond un pays : le pays de la Bresse bourguignonne, qui a succédé au pays de la Bresse louhannaise qui avait été fondé dès 1995 et qui regroupe un total de 87 communes réparties sur 1 420 kilomètres carrés.

## Géographie
La Bresse bourguignonne s'étend du Doubs au nord à la limite avec le département de l'Ain au sud, et de la Saône à l'ouest à la limite avec le département du Jura à l'est. Elle comprend l'arrondissement de Louhans en entier — sauf Pourlans qui ne fait pas partie de la Bresse stricto sensu —, la commune de La Truchère dans l'arrondissement de Mâcon ainsi que les cantons d'Ouroux-sur-Saône — moins Châtenoy-en-Bresse et Oslon  — et de Gergy, en partie, dans l'arrondissement de Chalon-sur-Saône. Sa superficie est d'environ 1 430 km², comprend 88 communes et a pour ville-centre Louhans-Châteaurenaud.
Elle est composée de la Bresse louhannaise, qui comprend l'arrondissement de Louhans et de la Bresse chalonnaise qui comprend les communes appartenant à l'arrondissement de  Chalon-sur-Saône.
Depuis l'automne 2018, un projet de parc naturel régional a fait son apparition dans la région, concernant le territoire de la Bresse de Saône-et-Loire. Il a été initié par la députée de la circonscription et est porté depuis le printemps 2019 par le syndicat mixte du pays de la Bresse bourguignonne (qui a pris en charge une étude d'opportunité et de faisabilité en recrutant un cabinet d'étude).

### Transports

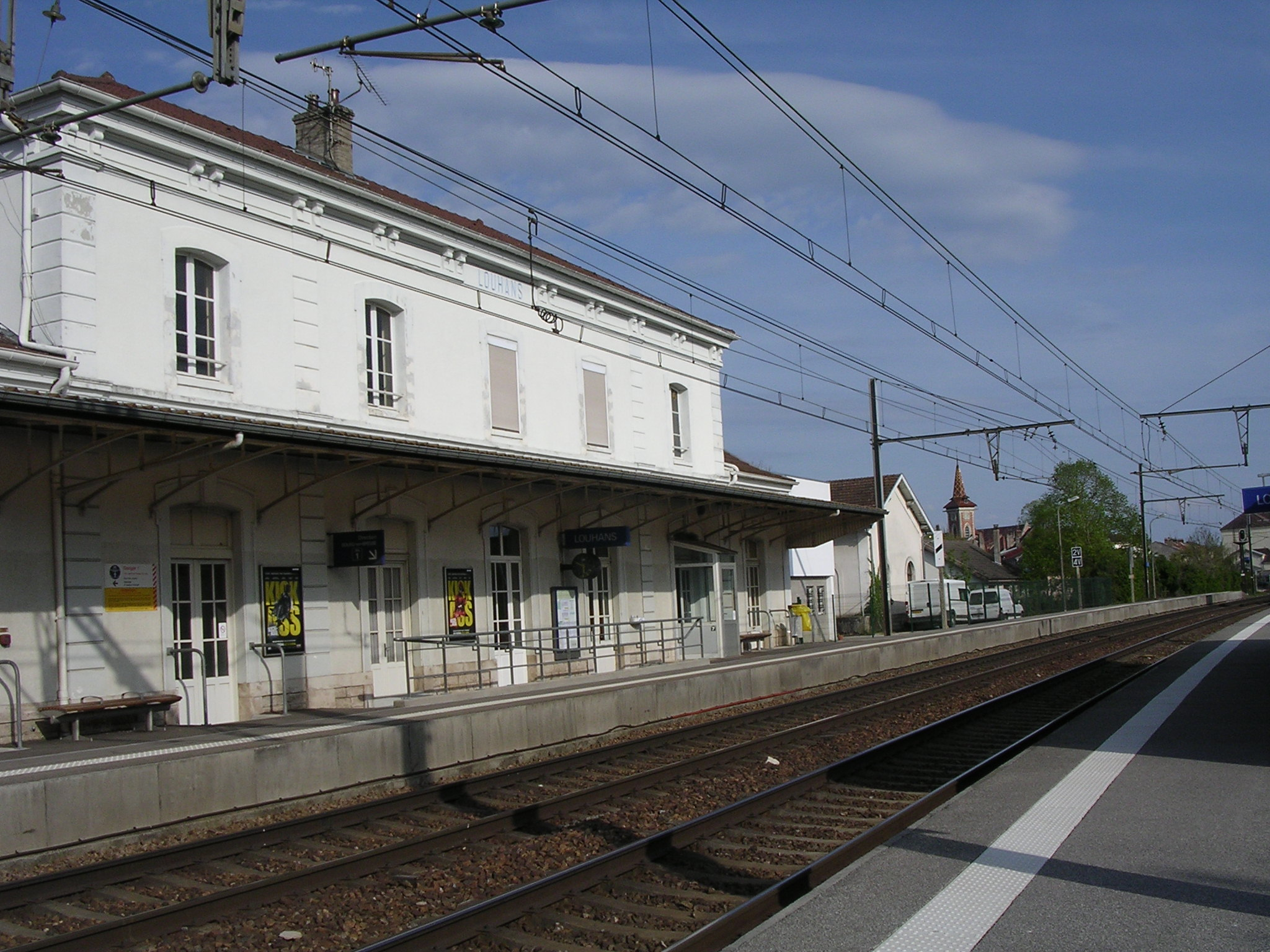
La gare de Louhans

Le territoire de la Bresse bourguignonne se situe à proximité des grands axes autoroutiers, entre l'A39 (Dijon/Dole/Lyon) et l'A6 (Paris/Tournus/Lyon) et entre les pôles urbains de Chalon-sur-Saône et de Lons-le-Saunier.
La Bresse bourguignonne est traversée par la ligne de Dijon-Ville à Saint-Amour, aussi appelée « ligne de la Bresse ». Les TER Bourgogne-Franche-Comté qui effectuent les dessertes entre Dijon et Bourg-en-Bresse desservent les gares de Mervans et de Louhans.
Les lignes régulières 703 (Louhans ↔ Saint-Germain-du-Plain ↔ Chalon-sur-Saône), 713 (Louhans ↔ Tournus), 715 (Saint-Germain-du-Bois ↔ Saint-Martin-en-Bresse ↔ Chalon-sur-Saône), 716 (Pierre-de-Bresse ↔ Verdun-sur-le-Doubs ↔ Chalon-sur-Saône) et 717 (Lons-le-Saunier ↔ Louhans) du réseau régional Mobigo assurent quant à elles la desserte du territoire par le bus.

### Hydrographie

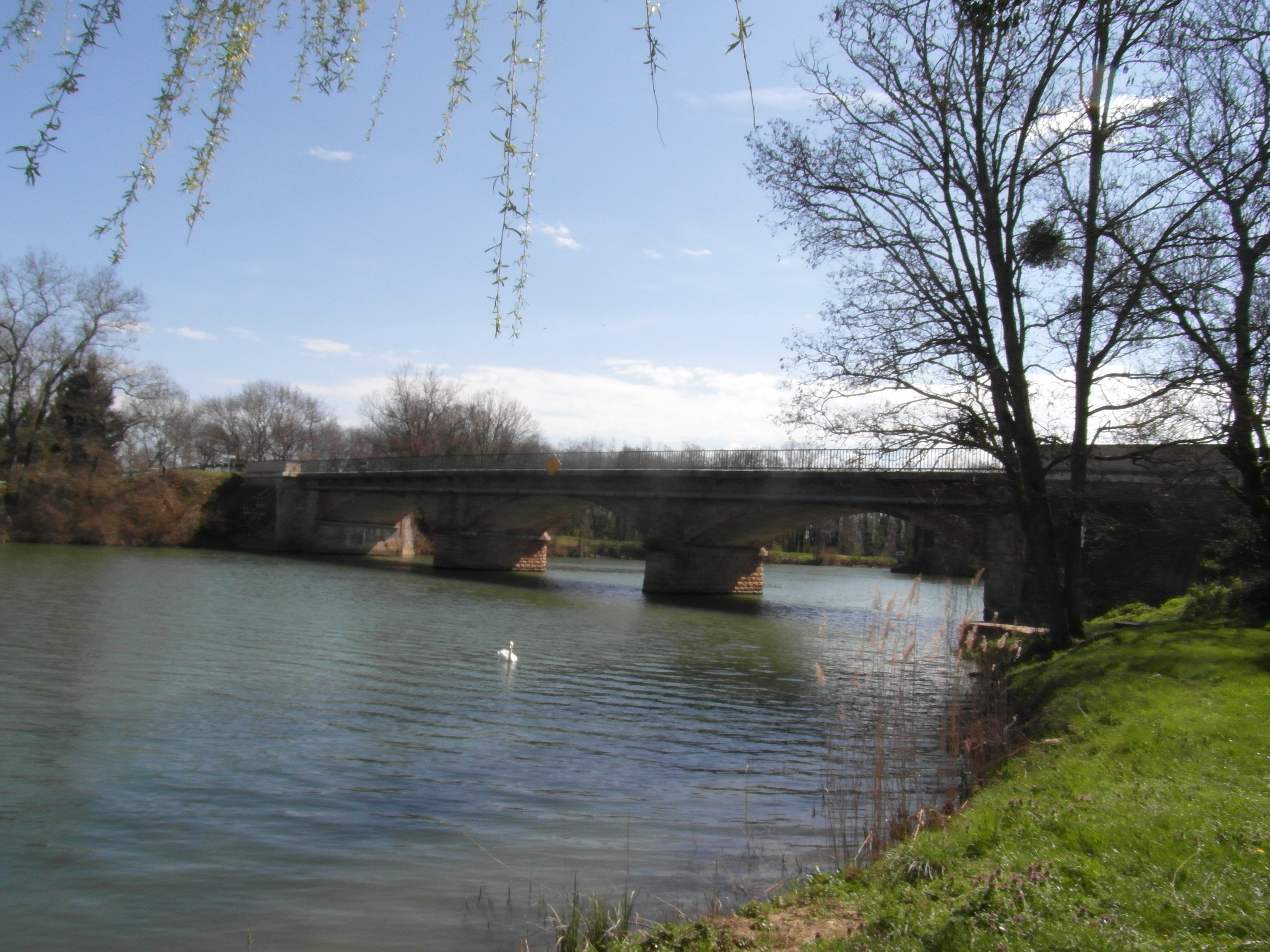
Pont sur la Seille à Cuisery

Le principal cours d'eau de la Bresse bourguignonne est la Seille, rivière qui prend sa source dans la reculée de Baume-les-Messieurs dans le Jura. Elle traverse la région du nord-est au sud-ouest en arrosant notamment Louhans. Elle se jette dans la Saône à La Truchère, à quelques kilomètres en aval de Tournus.
Les autres rivières qui arrosent la Bresse bourguignonne sont la Brenne, le Solnan et ses affluents le Sevron, la Gizia et la Vallière, la Guyotte, la Tenarre, la Sâne Vive et son affluent la Sâne Morte, mais la Bresse est également traversée par de nombreux ruisseaux.
La région est également riche en étangs et en mares.

## Histoire

### Antiquité
Le territoire de l'actuelle Bresse louhanaise se situe aux limites d'anciens territoires de plusieurs peuples gaulois, mais le peuple le plus puissant de cette région de la Gaule celtique était le peuple des Éduens qui occupait le territoire actuel de la Bourgogne et étendait son influence aux autres peuples voisins.

### Moyen Âge
Durant le XIIIe siècle Le seigneur Henri d’Antigny (de la grande Maison féodale de Neublans d'Antigny dite de Vienne ; frère cadet d'Hugues comte de Vienne) est le seigneur attitré de Louhans et de Sainte Croix en Bresse. Celui-ci possède un château au plus près du rempart de Louhans et octroie une charte de franchise à la ville en 1269.

### Époque contemporaine

#### Révolution française

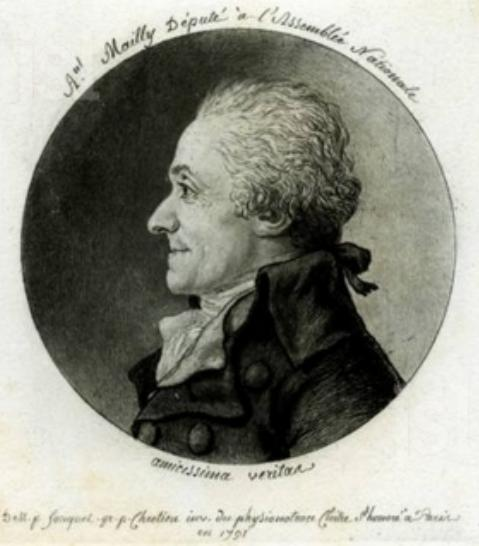
Antoine de Mailly

Le marquis Antoine de Mailly, marquis de Châteaurenaud fonde la première loge maçonnique louhannaise, baptisée « Vraie Lumière ». il représentera Louhans et la Bresse louhannaise, puis la Saône-et-Loire à l'Assemblée constituante de 1789 et à la Convention nationale.

#### LeXIXesiècle
En 1840, les rivières de la Seille et du Solnan sortent de leurs lits, la plus grande partie des territoires de Louhans, de Châteaurenaud et des communes environnantes se retrouvent ainsi sous les eaux

#### LeXXesiècle
L’Armistice du 22 juin 1940 établit les conditions de l'occupation par l'Allemagne de la France, notamment, du point de vue territorial, il résulte de la convention que la France métropolitaine est divisée en deux parties par une ligne de démarcation, la zone occupée par l'Armée allemande et la zone dite « libre ». Les territoires des communes de Louhans et de Châteaurenaud se situaient toutes les deux dans la zone libre, alors que la ville de Chalon-sur-Saône, située plus au nord, était dans la zone occupée.

## Culture et patrimoine

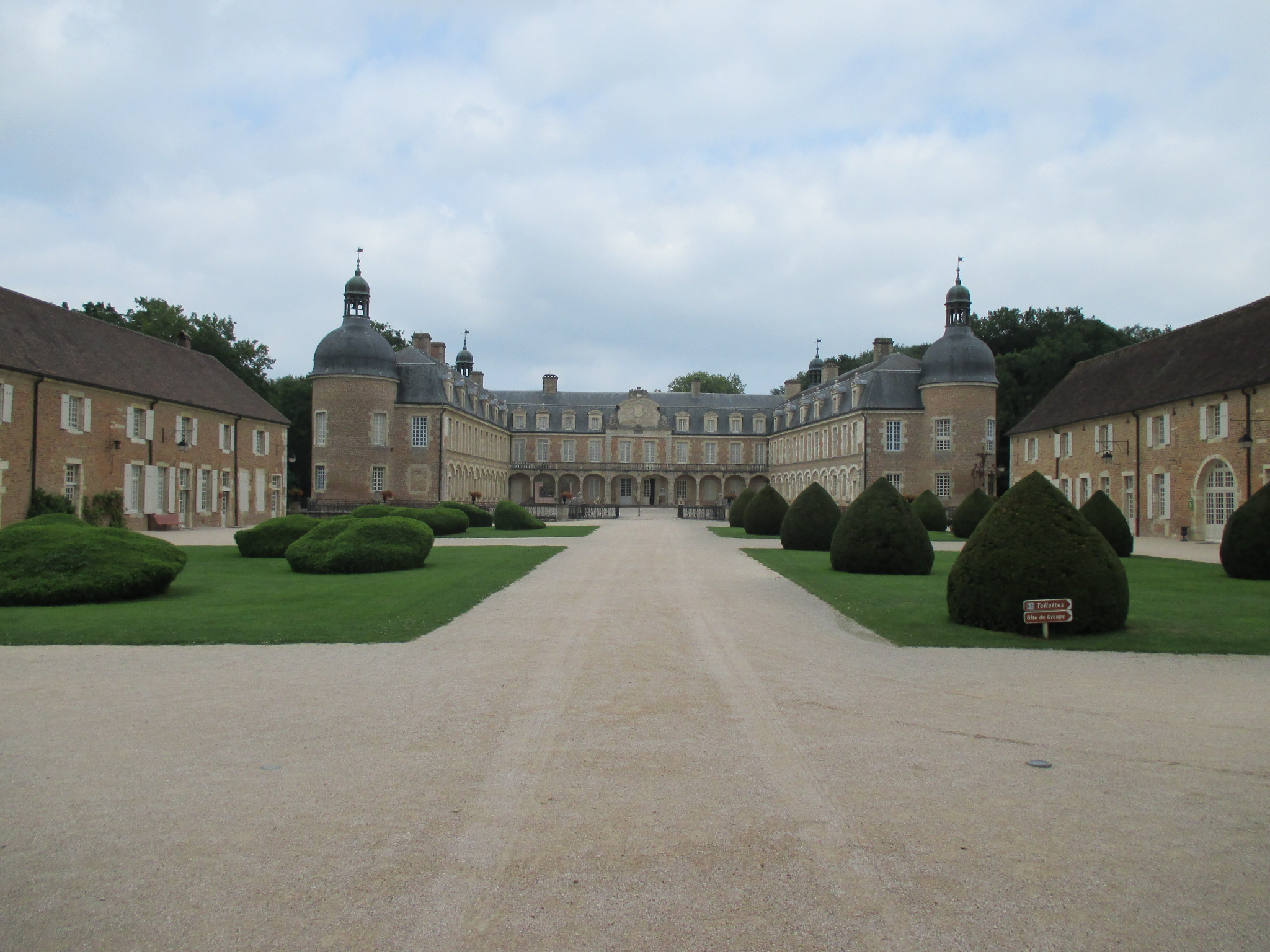
Écomusée de la Bresse bourguignonne du château de Pierre-de-Bresse à Pierre-de-Bresse

L'histoire et la culture de la Bresse bourguignonne sont valorisées par une structure créée en 1980 : l'Écomusée de la Bresse bourguignonne, établissement culturel à vocation ethnographique installé au château de Pierre-de-Bresse. L'Écomusée possède un réseau de treize sites réparties partout sur le territoire du pays, chaque musée ayant une thématique différente.
Des monuments gothiques en brique, style d'architecture propre aux pays du nord mais aussi à l'est et au sud de la France existe dans le bassin Saône-Rhône et plus particulièrement dans la Bresse Louhannaise et la Bresse de l'Ain.

## Gastronomie
La poule de Bresse est le mets le plus réputé en Bresse bourguignonne — et même en Bresse en général —, mais on y produit aussi d'autres spécialités telles que la crème, le beurre, le Bleu de Bresse ou les traditionnelles gaudes. L'aire géographique de l'AOC du Comté s'étend également à l'est de la Bresse bourguignonne.